# Độc lập
Độc lập có thể hiểu là "sự không phụ thuộc" từ cá nhân, tập thể, xã hội, quốc gia hay dân tộc nào vào cá nhân, tập thể, xã hội, quốc gia hay dân tộc khác.
Khái niệm "độc lập" có ý nghĩa tương phản với "nô dịch" (sự khuất phục). Khái niệm nô dịch chỉ một vùng lãnh thổ chịu sự điều khiển về chính trị và quân sự của một chính quyền ở bên ngoài. Khái niệm độc lập đôi khi cũng được dùng với nghĩa là bị điều khiển gián tiếp của một quốc gia khác có sức mạnh hơn.
Độc lập có thể là tình trạng ban đầu của một quốc gia mới xuất hiện, nhưng nó thường là một sự giải phóng từ sự thống trị. Độc lập cũng có thể nói theo nghĩa phủ định: là tình trạng không bị điều khiển, cai trị bởi một thế lực khác thông qua chủ nghĩa thực dân, sự bành trướng hay chủ nghĩa đế quốc. Độc lập có thể giành được nhờ việc chống lại thực dân hóa (phi thực dân hóa) chống lại sự chia cắt.
Mặc dù việc chống lại thực dân hóa (phi thực dân hóa) chống lại sự chia cắt thường trùng với việc giành độc lập, nhưng chúng không được lẫn lộn với cách mạng, khái niệm đề cập đến sự xung đột, bạo loạn lật đổ sự thống trị của chính quyền.
Độc lập sẽ giúp cho nhân dân sống trong ấm no hạnh phúc, không sợ hãi về những gì chiến tranh, sự xung đột, bạo loạn gây ra.